# John Henry (folklore)
John Henry (c. 1840 – c. 1870), conegut popularment com a John Henry, the steel driving man «John Henry, el ferroviari»), és un heroi afroamericà que ha estat el tema central de nombroses cançons, històries, pel·lícules i novel·les en el folklore estatunidenc. Igual que altres herois folklòrics com Paul Bunyan, Pecos Bill o Iron John, John Henry ha servit de manera mítica com a representació d'un grup particular de la classe treballadora del segle xix.
Segons la llegenda, John Henry fou un home afroamericà de gran força física que treballava en la construcció de la via fèrria durant l'expansió cap a l'oest de la frontera estatunidenca en l'època de la postguerra civil. Amb el seu gran mall i immensa força, fixava els claus dels raïls i rompia les roques per a la construcció dels túnels. Un dia, el cap de la companyia va arribar amb un martell de vapor que amenaçava amb deixar-lo a ell i als seus companys sense feina. John Henry va reptar al seu cap a una carrera: si aconseguia fixar els claus de les vies més ràpid que la màquina, els llocs de treball es conservarien. John Henry va aconseguir guanyar la prova, però havia fet un esforç tan gran que va morir de seguit. Aleshores va néixer la llegenda de John Henry: l'home que va vèncer la màquina, com també el ferroviari que es va sacrificar pels seus companys.
En les descripcions modernes de la seva persona, és representat martellejant claus de ferrocarril amb una maça. En les antigues, se'l representa preparant clots per a col·locar explosius com a part del procés d'excavació dels túnels ferroviaris.

## Llegat
En gairebé totes les versions de la història, John Henry és un home afroamericà que serveix com a heroi per a tota la classe treballadora estatunidenca, representant la seva marginació al començament dels canvis produïts pel naixement de l'edat contemporània. Encara que el personatge hagi o no estat basat en una persona real, John Henry s'ha convertit en un símbol de la classe obrera. La seva història il·lustra la lluita en contra dels processos tecnològics, ja prou evidents al segle xix. Alguns advocats laboralistes interpreten la llegenda explicant que fins i tot els obrers més hàbils del seu temps són marginats quan les grans empreses per les quals treballen s'interessen més per la producció i el benefici econòmic que per les salut i la qualitat de vida dels seus empleats. Tot i que John Henry va demostrar, i es va demostrar a si mateix, ser millor que la màquina, va treballar fins a la mort i, al final, va ser reemplaçat.